# Terre vivante
Terre vivante est une maison d'édition française indépendante qui édite des livres, le magazine de jardinage Les 4 Saisons et qui anime un Centre de découverte de l'écologie pratique à Mens en Isère.

## Historique
- 1980 : publication du premier numéro du magazine Les 4 Saisons du jardinage.
- 1982 : fondation de la maison d’édition, avec un premier ouvrage, un livre sur les ravageurs et maladies au jardin.
- 1994 : création d’un Centre écologique de formation et d’expérimentations à Mens, en Isère.
- 2005 : l’association Terre vivante se transforme en SCOP (société coopérative).
- 2008 : mise en ligne de son portail sur l’environnement, terrevivante.org[1].
- 2011 : Terre vivante est le premier éditeur en France à réaliser une analyse de cycle de vie (ACV) de ses livres[2].
- 2016 : Terre vivante accueille Le Labo Biotope, un laboratoire de recherches en biomimétisme.

## Activités

### Éditions
En 2019, les éditions Terre vivante sont classées au 43è rang des éditeurs en France d’après Livres Hebdo.

### MagazineLes 4 Saisons
Les 4 Saisons est un bimestriel de jardinage biologique paru en France depuis 1980,.